# Goudhurst
Goudhurst is een civil parish in het bestuurlijke gebied Tunbridge Wells, in het Engelse graafschap Kent. De plaats telt 3327 inwoners.

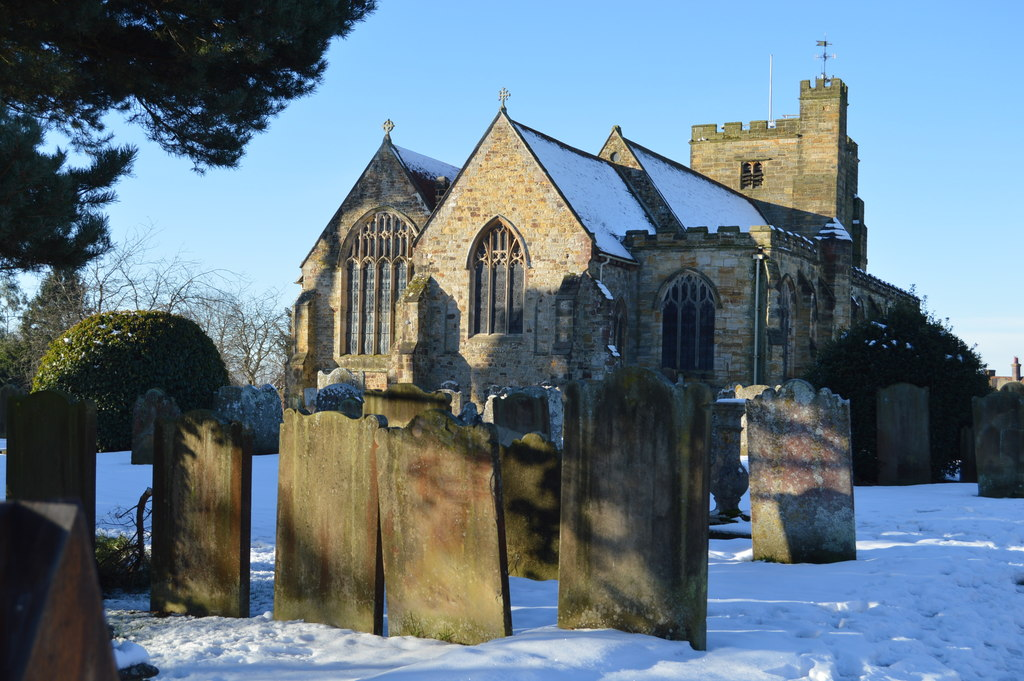
Kerk St. Mary